# رأی تمایل
رای تمایل اصطلاحی سیاسی است که بعد از مشروطیت در ایران رایج شد. برابر قانون اساسی مشروطه، حکم انتصاب نخست‌وزیر را پادشاه صادر می‌کند ولی با توجه به غیر مسئول بودن پادشاه، مجلس نخست باید کسی را برای نخست‌وزیری انتخاب کند. بدین منظور مجلس به نامزد نخست‌وزیری "رای تمایل" می‌دهد و سپس حکم نخست‌وزیری او را شاه امضا می‌کند.
به این سنت که در آغاز حکومت مشروطه در ایران رایج بود در دورهٔ رضاشاه عمل نمی‌شد. در اوائل سلطنت محمدرضاشاه نیز چند بار از این سنت عدول شد. بعد از کودتای ۲۸ مرداد و قدرت گرفتن شاه، باز هم به این سنت توجهی نشد.